# Friedrich Heinrich von Kittlitz
Friedrich Heinrich Freiherr von Kittlitz (16 de febrero de 1799 – 10 de abril de 1874) fue un artista, oficial naval , explorador, naturalista, ornitólogo germano. Era descendiente de una familia de antiguos nobles prusianos ("Freiherr" significa "señor independiente" - ranqueado con un barón).
Kittlitz dio la vuelta al mundo entre 1826 y 1829 en la expedición rusa Senjawin , bajo la dirección del capitán Fyodor Petrovich Litke. Proporcionó al Museo de la Academia de las Ciencias de Rusia 754 especímenes de 314 especies de aves, incluyendo ejemplares únicos de especies que posteriormente se extinguieron. Publicó Twenty-four Views of the Vegetation of the Coasts and Islands of the Pacific, en 1844.
Kittlitz también viajó a África del Norte, en 1831 con su amigo Eduard Rüppell, pero tuvo que regresar a Alemania por motivos de salud. Fue durante su estancia en Egipto, mientras esperaba un barco, y recogió muestras de las aves que se conoció como Kittlitz's Plover.

## Algunas publicaciones
- Kupfertafeln zur Naturgeschichte der Vögel. Frankfurt 1832
- Atlas. Volumen 1 de Vierundzwanzig Vegetations-Ansichten von Küstenländern und Inseln des Stillen Oceans. 1850. Ed. Friedrichs
- 24 Vegetationsansichten von den Küstenländern und Inseln des Stillen Ozeans. Con texto, Wiesbaden 1845- 1852
- Vegetationsansichten aus den westlichen Sudeten. Frankfurt 1854
- Naturszenen aus Kamtschatka
- Bilder vom Stillen Ozean
- Denkwürdigkeiten einer Reise nach dem russischen Amerika, nach Mikronesien und durch Kamtschatka. Gotha 1858, 2 vols. . 383 pp. En línea
- Twenty-four views of the vegetation of the coasts and islands of the pacific: with explanatory descriptions taken during the exploring voyage of the Russian corvette "Senjawin", under the command of capt. Lütke in the years 1827, 1828 & 1829. 1862. Ed. Longman. 68 pp.
- Psychologische Grundlage für eine neue Philosophie der Kunst. Berlín 1863
- Schlußfolgerungen von der Seele des Menschen auf die Weltseele. Mainz 1873

## Honores
- Mérgulo de Kittlitz (en inglés)

- La abreviatura «Kittlitz» se emplea para indicar a Friedrich Heinrich von Kittlitz como autoridad en la descripción y clasificación científica de los vegetales.[1]

## Abreviatura (zoología)
La abreviatura Kittlitz  se emplea para indicar a Friedrich Heinrich von Kittlitz como autoridad en la descripción y taxonomía en zoología.